# Зяброві тичинки

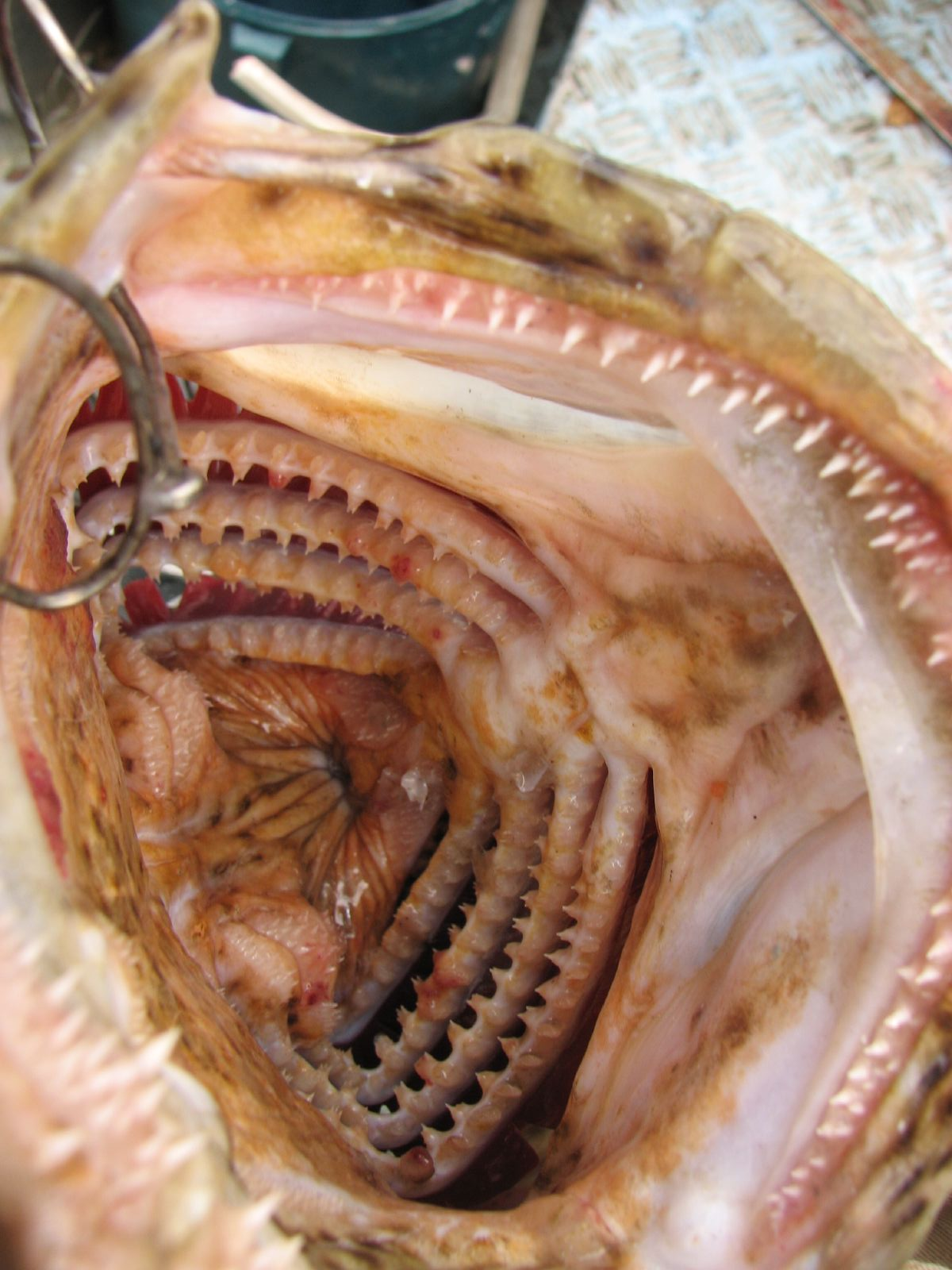
Зяброві тичинки хижої риби

Зяброві тичинки – кісткові або хрящові вирости на передній (внутрішній) стороні зябрових дуг риби, на протилежній стороні від зябрових пелюсток. Виконують функцію захоплення, утримання або відціжування їжі, затримують її у глотковій порожнині риби. Форма зябрових тичинок дуже варіює залежно від характеру харчування: у хижаків вони короткі та загострені, у планктонофагів – густі, довгі тонкі. Кількість зябрових тичинок – важлива систематична ознака, їх рахують на першій зябровій дузі.